# Nierst

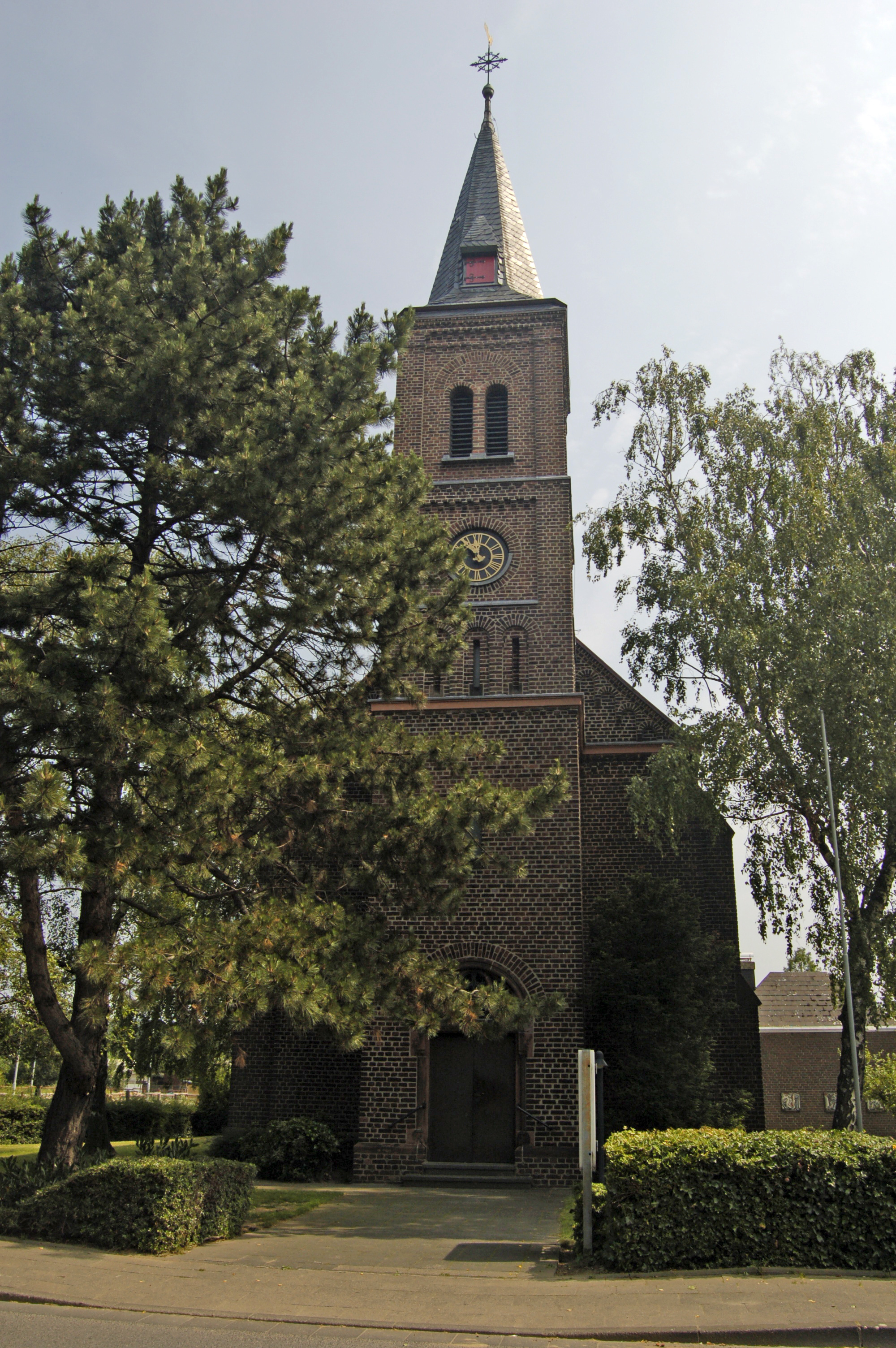
St. Cyriakus in Nierst

Nierst ist einer der kleineren Ortsteile von Meerbusch. Es ist die nördlichste der drei Rheingemeinden.

## Geschichte
Im Jahre 1166 wurde Nierst erstmals urkundlich erwähnt. In dieser Urkunde bestätigte Hildegundis von Meer dem Seisthof (heute: Siegershof) in Nierst seine Abgabenfreiheit und Gerichtsbarkeit. Der Seisthof unterstand damals dem Kloster Meer.
Im Jahre 1185 wurde in einer weiteren Urkunde der Werthof genannt. Von 1392 bis 1794 gehörte Nierst zum kurkölnischen Amte Linn.       Nierst wurde als freie Herrlichkeit bezeichnet; dieser Status hatte u. a. zur Konsequenz, dass gesuchte Personen sich drei Tage in Nierst aufhalten konnten, ohne festgenommen zu werden. Die Hochgerichtsbarkeit blieb bei Kurköln.
Bis zur Gebietsreform 1970 gehörte Nierst als Gemeinde zum Amt Lank und damit zum Kreis Kempen-Krefeld. Mit der Neugliederung kam Nierst am 1. Januar 1970 zur neu gegründeten Stadt Meerbusch.
Der Landtag von Nordrhein-Westfalen beschloss 1974 die Auflösung der Stadt Meerbusch und die Eingliederung von Nierst in die Stadt Krefeld. Die Stadt Meerbusch erwirkte jedoch beim Verfassungsgericht in Münster die Aussetzung des Auflösungsbeschlusses. Der Landtag von Nordrhein-Westfalen bestätigte daraufhin 1976 die Existenz der Stadt Meerbusch.

### Name
Der Name Nierst geht zurück auf die Bezeichnung Niederseist. Seist war in fränkischer Zeit ein Begriff für größere Flussinseln. Die Namen der Nachbarorte Langst und Kierst gehen zurück auf Langenseist und Kirchseist.

## Kultur
Die alten Höfe Seisthof und Werthof werden vermutlich Kapellen besessen haben. Genaue Daten eines Kirchenbaus sind unbekannt. Die Wahl des Schutzheiligen – St. Cyriakus – spricht für eine Gründung der Kirchengemeinde vor dem 9. Jahrhundert.
Um 1460 wurde das Langhaus der damals existierenden Kapelle durch einen gotischen Neubau ersetzt. Die gesamte Kapelle – mit einem noch romanischen Turm – wurde im Jahre 1896 abgerissen.
Die heutige Kirche St. Cyriakus wurde 1895 eingeweiht.

## Brauchtum
Von großer Bedeutung ist in Nierst der Karneval. Der 1905 gegründete Karnevalsverein „Kött on Kleen“ veranstaltet jedes Jahr im Festzelt Sitzungen und Bälle; am wichtigsten ist aber der Rosenmontagszug, der unter großer Anteilnahme des Ortes den ganzen Tag durch Nierst zieht.